# Epistemologia evoluzionistica
Il termine epistemologia evoluzionistica è stato coniato dallo scienziato sociale Donald T. Campbell nel 1963, tentando di affrontare le questioni di teoria della conoscenza ed epistemologia da un punto di vista evolutivo.
Gran parte del lavoro contemporaneo nell'epistemologia evolutiva deriva dal lavoro di Konrad Lorenz (1977), Donald Campbell (1974), Karl Popper (1972, 1984) e Stephen Toulmin (1967, 1972).

## Teoria
L'epistemologia evoluzionistica, reinterpretando le categorie kantiane alla luce delle moderne scoperte etologiche, afferma la derivazione delle nostre capacità conoscitive della realtà dal processo evolutivo della specie. Esse vengono giudicate a-priori se considerate ontogeneticamente preesistenti alla nascita del singolo individuo, ma a-posteriori se considerate come un portato dell'evoluzione filogenetica della specie interagente con l'ambiente.
L'etologo Konrad Lorenz era convinto che le prestazioni della conoscenza umana dovessero essere analizzate alla stessa stregua di altre capacità dell'uomo sviluppatesi nel corso della filogenesi in funzione della conservazione della specie: «...cioè di un sistema reale, formatosi in seguito ad un processo naturale, che si trova in un rapporto interattivo con un altrettanto reale mondo circostante.»

«Una ricerca che parta da queste premesse non può esimersi dal perseguire due scopi simultaneamente. Essa deve porsi il compito di formulare una gnoseologia fondata sulla conoscenza dei meccanismi biologici e filogenetici dell'uomo e, contemporaneamente, di delineare un'immagine dell'uomo corrispondente appunto ad una tale gnoseologia.»
Perché «tutto ciò che noi sappiamo sul mondo reale deriva da meccanismi di informazione di origine filogenetica,...».
Forse il suo più grande contributo all'epistemologia evoluzionista ed al sapere umano in generale, fu d'aver scoperto, con i suoi studi etologici, la derivazione delle nostre categorie mentali, da lui chiamate apparati immagine del mondo dall'evoluzione filogenetica della specie interagente con l'ambiente.
Come detto, queste categorie possono essere considerate in un certo senso innate (e perciò a-priori) nel singolo individuo, ma a-posteriori se considerate nella loro evoluzione filogenetica, che le portò ad essere quello che in noi sono ora: «... qualcosa che sta agli elementi della realtà extrasoggettiva come lo zoccolo d'un cavallo sta alla steppa o la pinna d'un pesce all'acqua.» Prodotti cioè d'un processo evolutivo naturale, d'un sistema che si trova in un rapporto interattivo col mondo circostante e da cui ora originano, quando sottoposte ad uno stimolo sensoriale, le nostre idee sul mondo circostante.

## Precursori
Friedrich Nietzsche, prendendo le mosse dall'antico concetto greco del conosci te stesso (e divieni ciò che sei di Pindaro) e riducento alla psicologia, quindi, tutto il sapere umano («"conosci te stesso" è tutta la scienza»,) fu il maggior precursore d'una epistemologia/gnoseologia naturalistica della conoscenza umana quale prodotto di capacità evolutivamante divenute.
Nella sua critica all'idealismo e a Kant, alle "vuote fantasie metafisiche", all'ipocrisia della morale tradizionale e alla retorica filosofia accademica, si propose di elaborare una filosofia allo stesso tempo estetica e scientifico-naturalistica di matrice presocratica, e un approccio fisiologico-istintuale alla conoscenza umana, spianando la via che poi seguirono la psicoanalisi («Secondo l'ambiente e le condizioni della nostra vita, un istinto emerge come il più stimato e dominante; in particolare, pensiero, volontà e sentimento si trasformano in suoi strumenti»), l'etologia e l'epistemologia evoluzionistica.